# Тригер (телесеріал)
«Тріґґер» — російський драматичний телесеріал режисера Дмитра Тюріна. Робоча назва серіалу — «Провокатор».
Прем'єра багатосерійного фільму першого сезону відбулася з 10 лютого до 5 березня 2020 року на Першому каналі.
10 лютого 2021 року стартували зйомки другого сезону.
На початку липня 2021 стало відомо, що зйомки другого сезону телесеріалу завершилися. Прем'єру другого сезону призначено на 2022 рік.

## Сюжет
Московський психолог Артем Стрілецький вважає за краще використовувати у своїй роботі «шоковий» метод психотерапії. На відміну від своїх колег, які витрачають місяці на те, щоб вислуховувати скарги своїх клієнтів, Артем використовує різні провокації, активуючи в психіці пацієнтів бажання розібратися зі своїми проблемами за один-два сеанси. Робота психолога успішно процвітає доти, доки один із клієнтів не робить суїцид. Суд засуджує Артема до восьми років позбавлення волі. Вийшовши з в'язниці через УДВ через чотири роки, Стрілецький поновлює роботу з пацієнтами та намагається самостійно розкрити справу, за якою опинився у в'язниці.

## Актори та персонажі

### У головних ролях
| Актор              | Роль                                                                   |
| ------------------ | ---------------------------------------------------------------------- |
| Максим Матвєєв     | Артем Олександрович Стрілецький психолог-провокатор                    |
| Світлана Іванова   | Даша Соловйова колишня дружина Артема, наречена Володимира             |
| Роман Маякін       | Денис друг Артема                                                      |
| Вікторія Маслова   | Лера Мамаєва пацієнтка Артема                                          |
| Ігор Костолевський | Олександр Андрійович Стрілецький психолог-психотерапевт, батько Артема |
| Влад Тирон         | Матвій помічник Артема                                                 |
| Ангеліна Стрічина  | Катя молодша сестра Артема                                             |

### У ролях
| Актор                        | Роль                                                |
| ---------------------------- | --------------------------------------------------- |
| Данило Дунаєв                | Володимир наречений Даші                            |
| Євгенія Вайс                 | Таня студентка, дівчина Дениса                      |
| Маріанна Шульц               | мати Матвія                                         |
| Євген Токарєв (1 серія)      | Іван брат Сергія, пацієнт Артема                    |
| Марія Ахметзянова (1 серія)  | Діана дружина Сергія, лікар                         |
| Сергій Мухін (1 серія)       | Сергій чоловік Діани, юрист                         |
| Олександр Обласов (1 серія)  | пацієнт Олександра Андрійовича                      |
| Костянтин Тополага (1 серія) | Петро Ілліч, начальник виправної колонії            |
| Данило Якушев                | Павло, хлопець Каті, татуювальник                   |
| Янина Малинчик               | Тетяна                                              |
| Леонід Бічевін               | Леонід Полторанін                                   |
| Даниїл Воробйов              | Микола брат Леоніда                                 |
| Хельга Філіппова             | Олена Петрівна Сайко мати Миколи та Леоніда         |
| Борис Покровський            | Семен батько Миколи та Леоніда                      |
| Ян Цапник                    | Ігор Михайлович, кримінальний бізнесмен             |
| Артем Губін                  | Марат, син Ігоря Михайловича                        |
| Олег Масленніков-Войтов      | Борис Корягін, власник логістичної компанії         |
| Дарія Буткеева               | менеджер Олена                                      |
| Маруся Пестунова             | Маруся                                              |
| Марк Юсеф                    | Кирюша                                              |
| Катерина Соломатіна          | інспектор у справах неповнолітніх                   |
| Катерина Соколова-Жубер      | дівчина Дениса                                      |
| Ліза Клімова                 | Олеся                                               |
| Антон Денисенко              | Анатолій                                            |
| Олег Каменщиков              | Михайло, охоронець в ІТТ                            |
| Любов Селютіна               | мама Михайла                                        |
| Антоніна Паперна             | Ліза                                                |
| Сергій Гур'єв                | професор Зав'ялов                                   |
| Олена Глібова                | Тамара Сергіївна Гінзбург, психолог                 |
| Сергій Холмогоров            | Іван Ілліч Терентьєв, слідчий на пенсії             |
| Олексій Матошин              | Геннадій Миколайович, керівник будівельної компанії |
| Анастасія Моргун             | стюардеса                                           |
| Яна Єсипович                 | Аліна                                               |
| Михайло Станкевич            | Олексій, чоловік Аліни                              |
| Олена Старостіна             | Ірина Миколаївна, директор танцювальної школи       |
| Катерина Приморська          | Ксенія Валеріївна                                   |
| Максим Костромикін           | Семен Покровський, боксер                           |
| Олександр Лирчиков           | видавець                                            |

## Історія проєкту
Ідея для серіалу з'явилася завдяки знайомству продюсера Олександри Ремізової з психологом Сергієм Насібяном — адептом провокативного методу, який застосовує цей інструмент у своїй професійній діяльності.
14 жовтня 2018 року, в рамках найбільшого ринку аудіовізуальної продукції MIPCOM, у Каннах, відбулася світова прем'єра серіалу. Представники кінобізнесу зі США та Японії набули прав на адаптацію серіалу.
Проєкт став фіналістом пітчингу найкращих міжнародних серіалів MIPDrama Screenings 2018.
7 лютого 2020 року відбулася онлайн-прем'єра серіалу в офіційному співтоваристві російського «Першого каналу» в соціальній мережі «ВКонтактє», і залишалася у безкоштовному доступі для всіх користувачів протягом трьох днів до офіційної прем'єри.
Прем'єра версії 18+ відбулася в онлайн-кінотеатрі «Першого каналу» 10 лютого 2020 . Телевізійна прем'єра відбулася того ж дня на Першому каналі. Нові серії виходили в ефір із понеділка по четвер о 21:30.
16 лютого 2020 було офіційно оголошено про продовження телесеріалу на другий сезон, зйомки якого почалися через рік .
У лютому 2020 року було випущено новелізацію першого сезону під назвою «Тріґґер. Як далеко ти можеш зайти», що складається з 30 розділів. Автором новелізації виступив Павло Воронін, а передмову написав Сергій Насібян.

## Список сезонів
| Сезон | Сезон | Кількість серій  | Період трансляцій          |
| ----- | ----- | ---------------- | -------------------------- |
|       | 1     | 16 (1-16 серії)  | 10 лютого — 5 березня 2020 |
|       | 2     | 16 (17-32 серії) | 7 січня — квітень 2022     |

### Сезон 1
| № серії | Прем'єра   | Опис серії |
| ------- | ---------- | --- |
| 1       | 10.02.2020 | Артем Стрілецький — психолог, професійний провокатор, який практикує «шоковий» метод психотерапії. У той час як більшість психологів «няняться» з клієнтами, по півроку вислуховуючи скарги на життя, Артем навмисно виштовхує своїх пацієнтів із зони комфорту. Провокації активують у психіці людини бажання негайно розібратися зі своїми проблемами, і рішення дуже швидко — за один-два сеанси. Практика Артема процвітає, доки один із клієнтів Стрелецького не накладає на себе руки. Відбувши чотирирічний термін за доведення до самогубства, Артем виходить на волю. Ніхто не радий його поверненню, крім найкращого друга — Дена, за допомогою якого Стрілецький поновлює консультації. Його першим пацієнтом стає боязкий юнак Іван, який постійно наносить собі рани. Колишня дружина Артема Даша здобула щастя з іншим чоловіком і не бажає його бачити. Проте Артем не вірить у їхню любовну ідилію. |
| 2       | 11.02.2020 | До Артема звертається ефектна, впевнена у собі дівчина Лера — в неї проблеми з агресією. Стрілецький розуміє, що клієнтка переживає розрив із коханою людиною, але Лера відмовляється обговорювати деталі. Проінструктований Артемом Матвій обманом з'ясовує потрібні подробиці. Стрілецький провокує Дашу розірвати стосунки з Володимиром, але стикається з новою перешкодою. Прагнучи зруйнувати психологічні блоки Лери, Артем змушує її зазнати сильного переживання минулого. |
| 3       | 12.02.2020 | Артем допомагає подолати панічну атаку Роману, який стає його новим клієнтом. Щоб виявити витоки проблеми і перемогти укорінений страх, Стрілецький наражає Рому на справжню небезпеку. Артем намагається дізнатися більше про сина Даші Кірюша. Олександр використовує свій вплив, щоб зашкодити Артему. Прагнучи завершити терапію Лери, Стрілецький влаштовує їй важке випробування. |
| 4       | 13.02.2020 | Незважаючи на заборону комітету з етики, Артем бере нових пацієнтів — подружжя з проблемами в сімейному житті. Матвій, за завданням шефа, стежить за клієнткою і дізнається про її нестандартні уподобання. Щоб допомогти жінці подолати важку дитячу травму, Артем влаштовує цинічне інсценізування. Відносини з Дашею стають все гіршими: вона обурена втручанням Стрелецького в її життя. Артем відмовляється від подальших зустрічей з Лерою, але та ледве справляється з потягом до психолога. |
| 5       | 17.02.2020 | Глава комітету з етики пропонує Артему взятися за складне і делікатне справу підлітка з демонстративною поведінкою, цим довівши, що його провокативні способи ефективні. Стрілецький швидко проникає у суть проблеми. Застосовуючи безжальні кошти, Артем допомагає підлітку, що страждає, отримати те, чого той відчайдушно потребує. Лера знаходить спосіб бути поруч із Артемом. Даша має великі проблеми на роботі. |
| 6       | 18.02.2020 | До Артема звертається власник великої компанії, Геннадій, бажаючий поліпшити хворий психологічний клімат у колективі. Використовуючи Матвія, що ні про що не підозрює, Стрілецький провокує черговий конфлікт в офісі клієнта. З'ясувавши необхідні подробиці, Артем допомагає Геннадію досягти бажаного. За допомогою Матвія Стрілецький нарешті знаходить слідчого, який вів його справу. У квартиру до Даші заявляються інспектори у справах неповнолітніх. |
| 7       | 19.02.2020 | До Артема звертається подружня пара — дружина хоче зберегти шлюб, попри зраду чоловіка. Стрілецький допомагає клієнтці зрозуміти, що їй потрібно зробити для щастя. Поки Даша намагається втекти разом із Кирюшею, Олександр потай починає оформляти опікунство над хлопчиком. Лера пропонує Артему свою допомогу у вирішенні проблеми Дашина. |
| 8       | 20.02.2020 | До Артема звертається пара, безуспішно намагається завести дитини. Лікарі вважають, що у жінки психосоматичний розлад, у якому може допомогти психолог. Стрілецький застосовує нестандартний підхід у лікуванні. Між Артемом та Лерою зростає взаємне тяжіння. Лера змушує Стрелецького визнати, що вона цікавить його так само сильно, як він її. Артем ставить перед Матвієм чергове важкоздійсненне завдання — знайти адресу ключового свідка у своїй справі. |
| 9       | 24.02.2020 | Артему належить вирішити складну морально-етичну проблему злочинного авторитету, що з його бажанням жорстоко покарати близької людини. Стрелецького викрадають, але вдається уникнути загибелі. Артем пропонує оригінальне рішення, яке задовольняє усі сторони конфлікту. Лера ставить Стрелецького перед вибором — чи вона, чи Даша. Ден та Артем сваряться через Леру. Суперництво заводить друзів далі, ніж хотілося б. |
| 10      | 25.02.2020 | Стрілецькому загрожує новий термін. Конфлікт Артема та Дена триває у СІЗО, але їх жорстко рознімає охорона. Намагаючись зупинити охоронця, що його б'є, Стрілецький пропонує садисту свою професійну допомогу. Намагаючись допомогти Артему, Матвій звертається до Олександра. Стрілецький дізнається, хто написав донос на Дашу. |
| 11      | 26.02.2020 | Черговий клієнт Артема — боксер, болісно прив'язаний до дружини, не витримує провокацій Стрелецького і намагається накласти на себе руки. Вражений Артем починає сумніватися в собі: що, якщо він помилився не вперше, і справді винний у смерті Леоніда!? Ден мимоволі допомагає Артему розібратися у складній ситуації. Стрілецький з'ясовує, що приховувала Лера весь час. |
| 12      | 27.02.2020 | Артем умовляє слідчого, який вів його справу чотири роки тому, перевірити ще раз факти з урахуванням нових доказів. Той, у свою чергу, просить Стрелецького допомогти його племіннику, який нещодавно втратив батька талановитого поета. Олександр намагається налагодити стосунки з Дашею, більше спілкуватися з Кирюшею, але їй не подобається його наполегливість. Артем загрожує матері Леоніда, звинувачує її сина Миколу у вбивстві брата. |
| 13      | 02.03.2020 | На Олександра скоєно напад: він опиняється у лікарні з гострою крововтратою. Олександр передає Артемові двох своїх клієнтів, упевнений, що той не зможе застосувати до них свій метод. Проте Стрілецький успішно працює з обома. Артем швидко розуміє, що один із пацієнтів симулює хворобу. У терапії другого Стрілецький використовує серію агресивних провокацій, допомагаючи чоловікові позбутися фобії. Даша приходить до Артема, щоб з'ясувати стосунки. |
| 14      | 03.03.2020 | До Артема звертається дівчина з надмірною вагою. Стрілецький налагоджує стосунки з Дашею та скидає частину роботи з новою клієнткою на Матвія. Проте лише особиста участь Артема у справі допомагає розібратися у її проблемі. Лєра не залишає спроб помиритися з Артемом. Слідчий виявляє нові докази у справі Леоніда. |
| 15      | 04.03.2020 | Події чотирирічної давності. Артем і Даша разом, і навіть пристрасне захоплення Стрелецького роботою не заважає їхньому щастю. До Артема звертається молодий підприємець Леонід — його мучить безсоння, він на межі нервового зриву. Стрілецький безжально тисне на Леоніда, допомагаючи тому знайти вихід із важкої ситуації. Артем вважає справу успішно завершеною, проте після його сеансу Леонід гине. |
| 16      | 05.03.2020 | Зібрані докази дозволяють знову відкрити справу Леоніда. Під тиском Лери Олександр приходить на прийом до Артема, батько і син уперше в житті говорять до душі. У стосунках із Дашею теж все чудово. Майбутнє здається безхмарним, але втручання Лери все руйнує. Втрачений, нездатний впоратися з потрясінням, Артем, нарешті, дізнається, хто винний у смерті Леоніда. |

## Думки про серіал
Серіал отримав неоднозначні оцінки телекритиків та журналістів.
Подібні проєкти вже були у російському кіно, але вони виявилися менш успішними. Одним із перших художніх фільмів, присвячених провокативної психотерапії виявився фільм-трагіфарс «Режисер мозку» (реж. Раміль Гаріфуллін, 2015) [Архівовано 20 вересня 2020 у Wayback Machine.]. У ньому головний персонаж — психолог дозволяє колупатися чайною ложкою у власних мозку, але пізніше це виявляється провокаційним розіграшом. Піонером жанру психоаналітичних розслідувань у Росії виявився художній серіал «Личина» (2002) [Архівовано 29 січня 2022 у Wayback Machine.].
- Ілона Єгіазарова, «Навколо ТБ»:

## Нагороди
- У 2021 році серіал отримав дві премії «Золотий орел» у номінаціях «Найкращий телевізійний серіал (більше 10 серій)» та «Найкраща чоловіча роль на телебаченні» (Максим Матвєєв)[13].